# Папа Діоп
Папа Діоп (фр. Papa Diop) — сенегальський дипломат. Надзвичайний і Повноважний Посол Сенегалу в Польщі, в Україні, Румунії та Чехії за сумісництвом (з 2021).

## Життєпис
У 2000 році — Стажер, постійного представництва Сенегалу в офісі ООН у Женеві.
З 2020 року — Надзвичайний і Повноважний Посол Сенегалу в Польщі.
10 січня 2020 року — вручив вірчі грамоти Президенту Польщі Анджею Дуді.
З 1 вересня 2021 року — Надзвичайний і Повноважний Посол Сенегалу в Чехії за сумісництвом.
З 1 вересня 2021 року — Надзвичайний та Повноважний Посол Сенегалу в Україні за сумісництвом.
8 грудня 2021 року — вручив копії вірчих грамот заступнику міністра закордонних справ Дмирові Сеніку
9 грудня 2021 року — вручив вірчі грамоти Президенту України Володимиру Зеленському.
10 грудня 2021 року — відкрив Почесне консульство Республіки Сенегал у Тернополі.